# Karin Mårtensson
Karin Lovisa Mårtensson, gift Jönsson, född 4 april 1930 i Malmö S:t Pauli församling, död 15 maj 2012 i Möllevången-Sofielunds församling, Skåne län, var en svensk friidrottare (längdhopp) som tävlade för IK Finish.
I en landskamp mot Finland 1953 noterade hon svenskt rekord med 5,69, ett resultat som hon året efter förbättrade till 5,82. Mårtensson deltog också i EM i Bern 1954 där hon placerade sig på 17:e plats med 5,26.